# Pituna
Pituna là một chi cá trong họ Aplocheilidae thuộc bộ cá chép răng gồm các loài cá bản địa của Nam Mỹ.

## Các loài
Hiện hành có 06 loài được ghi nhận trong chi này:
- Pituna brevirostrata W. J. E. M. Costa, 2007
- Pituna compacta (G. S. Myers, 1927)
- Pituna obliquoseriata W. J. E. M. Costa, 2007
- Pituna poranga W. J. E. M. Costa, 1989
- Pituna schindleri W. J. E. M. Costa, 2007
- Pituna xinguensis W. J. E. M. Costa & D. T. B. Nielsen, 2007